# Santuario di Vallebona
Il Santuario di Vallebona è un luogo di culto cattolico sito a Orvinio, in provincia di Rieti.

## Descrizione
Il Santuario di Vallebona è stato edificato intorno al 1643, col solo contributo di elemosine offerte spontaneamente dagli abitanti di Orvinio. È stato edificato nel vecchio borgo di Vallebona che venne, successivamente, abbandonato dagli abitanti che si trasferirono ad Orvinio.

## Leggenda
Secondo la leggenda, un giorno, un pastore era al lavoro nei pressi dell'attuale Santuario e cercando di tagliare dei rami, colpì un'immagine della Vergine nascosta tra i rovi. La stessa immagine emise un grido e cominciò a sanguinare. A quel punto il pastore corse in paese e raccontò agli altri l'accaduto e insieme decisero di prelevare l'immagine e di ospitarla in una delle Chiese di Orvinio. Il giorno successivo, però, si accorsero che l'immagine era sparita e fu ritrovata nel luogo del ritrovamento originale. Si decise quindi di non spostarla più e di costruire in quel punto l'attuale Santuario che la ospita.

## Caratteristiche
Il Santuario di Vallebona ha una pianta rettangolare e una sola navata con tetto a capriate lignee, con due altari alle pareti laterali. Sull'Altare Maggiore c'è, ancora oggi, l'antichissimo affresco della Vergine in atto di porgere il latte al Bambino. Del vecchio paese di Vallebona si conserva quasi tutto il perimetro di cinta e i resti di tre torri di difesa. Nel 1727, inoltre, la Madonna di Vallebona fu dichiarata protettrice di Orvinio; infatti è venerata e festeggiata ogni anno con moltissima devozione.